# Agent v sukni
Agent v sukni (v anglickém originále: Big Momma's House) je krimikomedie z roku 2000 v režii Raji Gosnella a podle scénáře Darryla Quarlesa a Dona Rhymera. Ve filmu hrají Martin Lawrence, Nia Long, Paul Giamatti a Terrence Howard.

## Synopse
V hlavní roli se představuje Martin Lawrence jako agent FBI, který má za úkol vypátrat uprchlého vězně a jeho kořist. Za tímto účelem se vydává za odcizenou babičku své bývalé přítelkyně, aniž by tušil, jaké pouto s ní naváže.

## Obsazení
| Martin Lawrence        | Malcolm Turner       |
| Nia Long               | Sherry Pierceová     |
| Paul Giamatti          | agent John Maxwell   |
| Terrence Howard        | Lester Vesco         |
| Anthony Anderson       | Nolan                |
| Jascha Washington      | Trent Pierce         |
| Ella Mitchell          | Hattie Mae Pierceová |
| Octavia Spencer        | Twila                |
| Tichina Arnold         | Ritha                |
| Cedric the Entertainer | reverend             |
| Carl Wright            | Ben Rawley           |
|                        |                      |
|                        |                      |
|                        |                      |
|                        |                      |
|                        |                      |

## Produkce
Film se odehrává v Georgii, ale natáčen byl na začátku roku 2000 v jižní Kalifornii. Make-up pro postavu Bábiny vytvořili Greg Cannom a Captive Audience. Cannom již dříve vytvořil make-up pro Robina Williamse ve filmech Mrs. Doubtfire – Táta v sukni a Andrew – člen naší rodiny.

## Ohlasy
Film Agent v sukni získal od kritiků převážně negativní recenze, ale celosvětově vydělal přes 174 milionů dolarů. Jeho úspěch vedl k natočení dvou pokračování: Agent v sukni 2 (2006) a Agenti v sukních: Jaký otec, takový syn (2011).